# Messier 73
Messier 73 sau M73 este un grup de patru stele.